# Центральный банк Турецкой Республики
Центральный банк Турецкой Республики (тур. Türkiye Cumhuriyet Merkez Bankası) — центральный банк Турции.

## История
В 1840 году начат выпуск банкнот казначейства — первых турецких банкнот. Банкноты казначейства выпускались до 1862 года.
В 1847 году создан первый турецкий банк — Банк Десраадет. В 1856 году создан англо-французский Оттоманский банк, выполнявший функции центрального банка. В 1863 году создан государственный Имперский Оттоманский банк, которому были переданы функции центрального банка и право выпуска банкнот.
В период Первой мировой войны монополия банка на выпуск банкнот была приостановлена. В 1915 году был начат выпуск банкнот правительства.
30 декабря 1925 года начат выпуск банкнот Великого национального собрания Турции. 11 июня 1930 года принято постановление Великого Национального Собрания о создании центрального банка. 3 октября 1931 года основан Центральный банк Турецкой Республики, начавший операции 1 января 1932 года.

## Руководители
- Наим Талу (1967—1971)
- Эрдем Башчи (2011—2016)
- Наджи Агбал (2020—2021)
- Шахап Кавджиоглу (2021—2023)
- Хафизе Гайе Эркан (9 июня 2023 — 2 февраля 2024)[4][5]
- Фатих Карахан (c 3 февраля 2024)[6]

## Показатели

### Золотовалютные резервы
на конец года (млрд долл)
| Дата            | Золото | Валюта | Всего   |
| --------------- | ------ | ------ | ------- |
| 29 декабря 2023 | 48,231 | 92,830 | 141,061 |
| 27 декабря 2024 | 64,319 | 90,738 | 155,057 |